# Лососий
Лосо́сий (Лосо́сий Поро́г) — посёлок в составе Идельского сельского поселения Сегежского района Республики Карелия.

## Общие сведения
Расположен на северно-западном берегу озера Выгозеро, которое является частью трассы Беломорско-Балтийского канала.

## Население
| 2002 | 2009 | 2010 | 2013 |
| ---- | ---- | ---- | ---- |
| 35   | ↘20  | ↘17  | ↘15  |

## Улицы
- ул. Майгубская
- ул. Центральная